# W. R. Grace Building
Das Grace Building, auch Grace Plaza, früher W. R. Grace Building, ist ein Wolkenkratzer in Manhattan in New York City, USA. Das für die W. R. Grace and Company erbaute Gebäude fällt durch seine konkave Fassade auf.

## Beschreibung
Das Bürohochhaus befindet sich in Midtown Manhattan in einem Stadtblock zwischen der Fifth und Sixth Avenue (Avenue of the Americas) und wird im Süden von der West 42nd Street und nördlich von der West 43rd Street begrenzt. Direkte Nachbargebäude sind westlich Two Bryant Park und östlich die Aeolian Hall, in der sich die State University of New York College of Optometry befindet. Direkt gegenüber liegt jenseits der 42nd Street der Bryant Park. Weitere bekannte Nachbargebäude sind unter anderem die New York Public Library, der Bank of America Tower, das American Radiator Building und die 500 Fifth Avenue.
Das Gebäude wurde vom Architekten Gordon Bunshaft von Skidmore, Owings & Merrill entworfen und von 1971 bis 1974 erbaut. Auftraggeber für das Bauwerk war das Unternehmen W. R. Grace and Company, das später auch Mehrheitseigentümer des Bauwerks war und kleine Einheiten des Gebäudes an Unternehmen wie Deloitte Haskins & Sells, Deloitte & Touche LLP vermietete. 2002 und 2014 wurde es umfangreichen Renovierungen unterzogen. In der Lobby befindet sich das mit einem Michelin-Stern ausgezeichnete Restaurant Gabriel Kreuther sowie ein Sister Chocolate Store. Gegenwärtiger Eigentümer und Verwalter des Wolkenkratzers ist seit 2006 das Immobilienunternehmen Brookfield Properties (Stand 2023).
Das architektonische Hauptmerkmal des 50-stöckigen und 192 m (630 Fuß) hohen Gebäudes ist seine Form. Jeweils die Nord- und die Südseite wölben sich konkav bis zur 14. Etage allmählich nach innen, wodurch die Etagenfläche immer weiter abnimmt. Die Büroflächen innerhalb des Gebäudes umfassen dadurch an der Basis 3700 m² und verringern sich allmählich bis zum 15. Stockwerk auf 3200 m², die dann bis zur 50. Etage gleich bleiben. Architekt Gordon Bunshaft ließ zur selben Zeit das Solow Building in einem ähnlichen Stil erbauen, der dort von der Baubehörde zunächst abgelehnt und dann doch genehmigt wurde. Ein weiteres Merkmal ist die mit weißen Travertin (Kalkstein) verkleidete Fassade im Kontrast zu den dunklen Fenstern, die den Wolkenkratzer heller als umgebende Gebäude erscheinen lässt. Das Grace Building hat seinen Haupteingang in der 42nd Street gegenüber dem Bryant Park. Das Bürohochhaus verfügt in der Nachhaltigkeit über die Zertifizierungen LEEDv4 Gold, Energy Star und BOMA 360.
Im Jahr 2005 eröffnete die City University of New York ein Informationscenter im Erdgeschoss des Gebäudes, um angehende Studenten zu unterstützen. Die drei Hauptmieter sind mit Stand 2023 die Bank of America (Vertrag bis 2042), das IT-Unternehmen The Trade Desk (2030) und die Israel Discount Bank (2040).

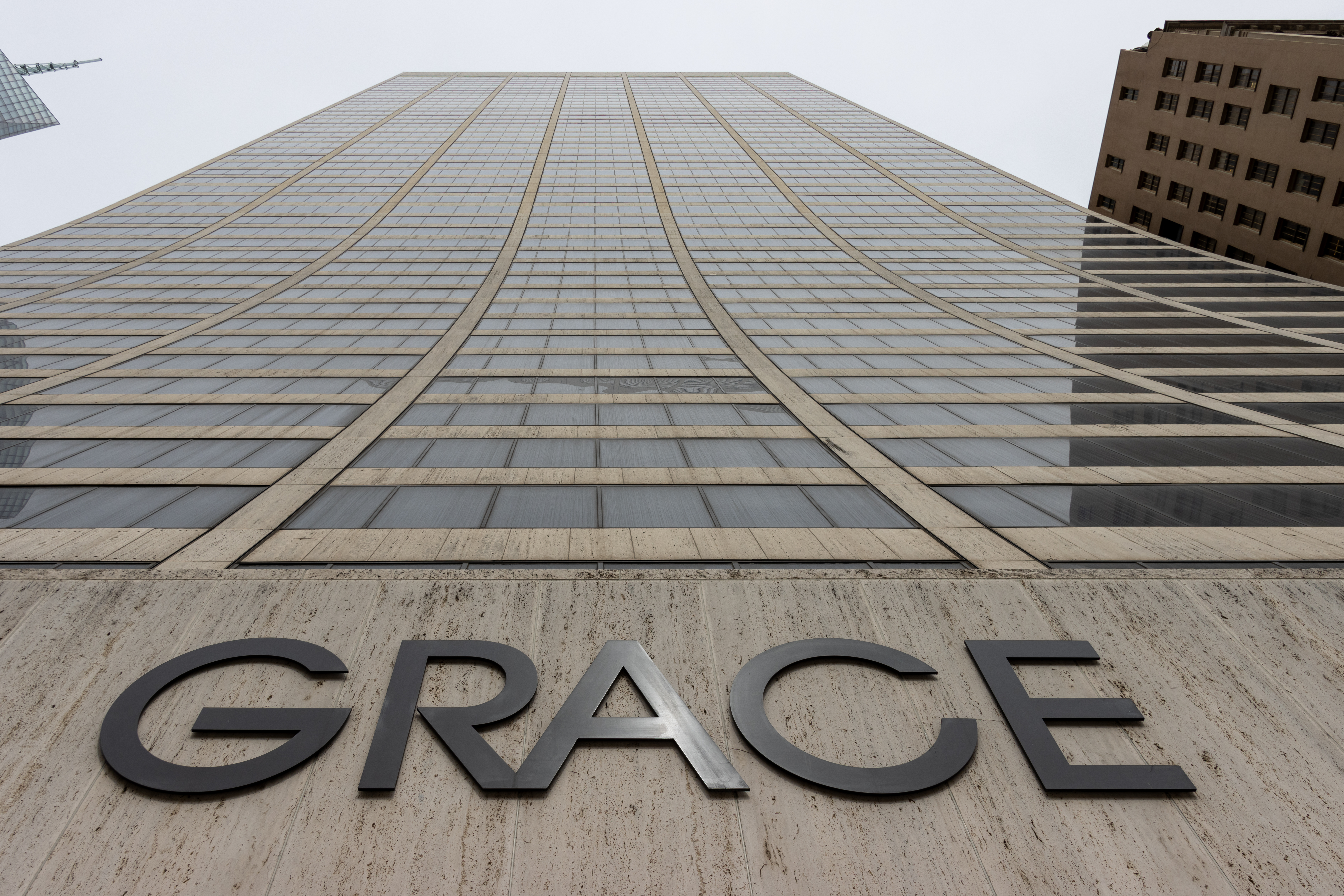
Vertikale Ansicht im März 2023

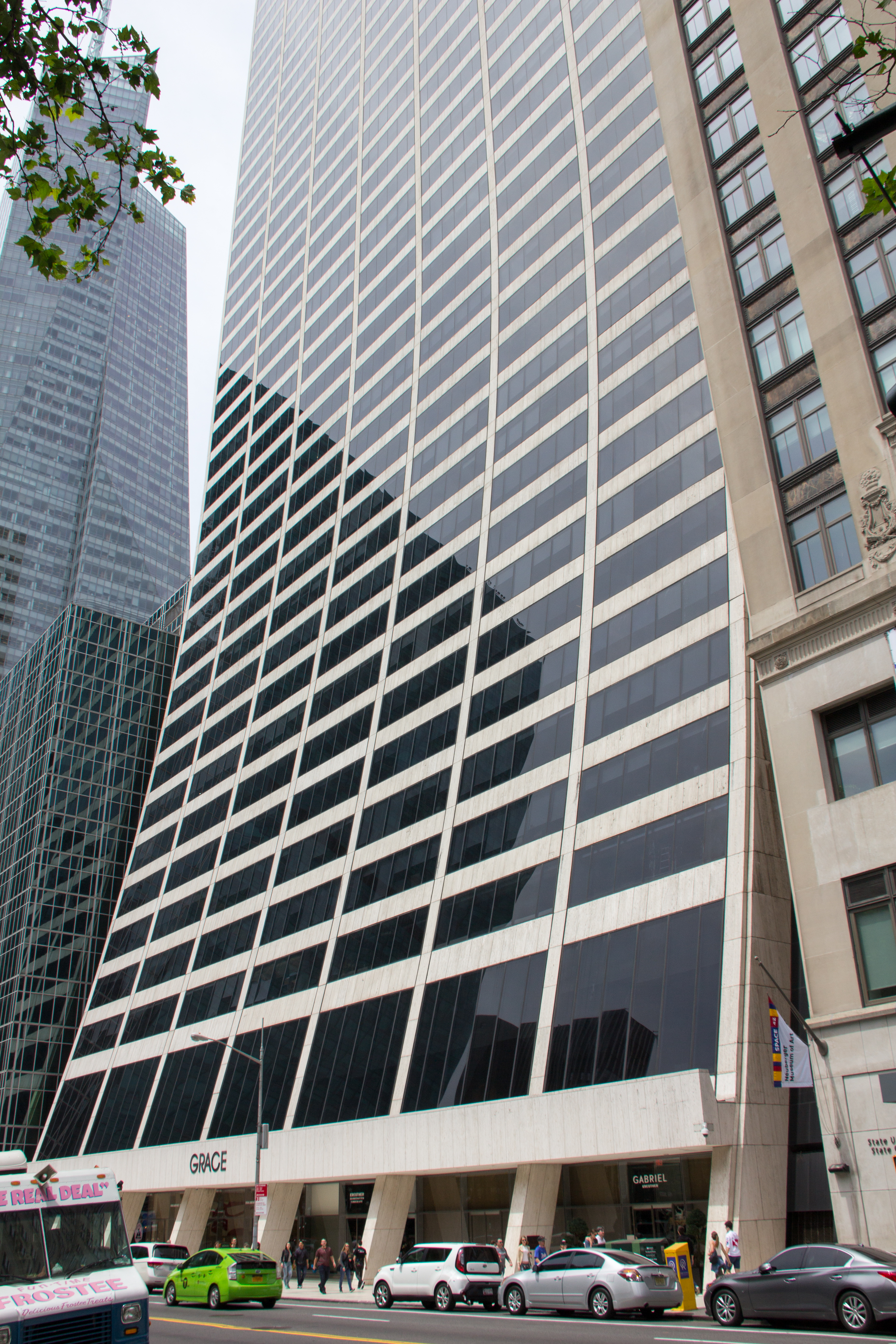
Konkave Fassade von der Basis bis zur 14. Etage (2017)